# Bromtrichlormethan
Bromtrichlormethan ist eine chemische Verbindung aus der Gruppe der gesättigten Halogenmethane.

## Gewinnung und Darstellung
Bromtrichlormethan kann durch Reaktion von Tetrachlormethan mit Bromwasserstoff oder Aluminiumbromid gewonnen werden. Ebenfalls möglich ist die Gewinnung durch Reaktion von Trichlormethan mit Brom bei 225 °C bis 400 °C oder Kaliumtrichloracetat mit Brom bei 120 °C.
{\displaystyle \mathrm {Cl_{3}CCO_{2}K+Br_{2}\longrightarrow CBrCl_{3}+CO_{2}+KBr} }

## Eigenschaften
Bromtrichlormethan ist eine flüchtige, farblose Flüssigkeit mit stechendem Geruch, die praktisch unlöslich in Wasser ist.

## Verwendung
Bromtrichlormethan wird als Kettenübertragungsmittel für die radikalische Polymerisationen von Methacrylaten und als Bromierungsmittel verwendet.

## Sicherheitshinweise
Bromtrichlormethan schädigt die Leber ähnlich wie Tetrachlormethan, ist jedoch stärker wirksam da die Abspaltung des Broms leichter erfolgt als die des Chlors.